# Sorry (Madonna)
Sorry is een single van Madonna. Het nummer is geschreven door Madonna en Stuart Price en is te vinden op het tiende album van Madonna, Confessions on a Dance Floor. De single Sorry -de tweede single van dit album- kwam op 17 februari 2006 uit in Nederland, Duitsland, Italië en Ierland en op 20 februari in de andere Europese landen. Eind februari kwam de single uit in de Verenigde Staten en Canada en op 6 maart in Australië. Eerder al werd de single al vrijgegeven voor radiostations. Dankzij de airplay stond de single in verschillende landen al in de hitparade voordat de single te koop was.

## Hitnotering
| Sorry in de Nederlandse Top 40 | Sorry in de Nederlandse Top 40 | Sorry in de Nederlandse Top 40 | Sorry in de Nederlandse Top 40 | Sorry in de Nederlandse Top 40 | Sorry in de Nederlandse Top 40 | Sorry in de Nederlandse Top 40 | Sorry in de Nederlandse Top 40 | Sorry in de Nederlandse Top 40 | Sorry in de Nederlandse Top 40 | Sorry in de Nederlandse Top 40 | Sorry in de Nederlandse Top 40 | Sorry in de Nederlandse Top 40 | Sorry in de Nederlandse Top 40 | Sorry in de Nederlandse Top 40 | Sorry in de Nederlandse Top 40 | Sorry in de Nederlandse Top 40 |
| Week                           | 1                              | 2                              | 3                              | 4                              | 5                              | 6                              | 7                              | 8                              | 9                              | 10                             | 11                             | 12                             | 13                             | 14                             | 15                             |                                |
| ------------------------------ | ------------------------------ | ------------------------------ | ------------------------------ | ------------------------------ | ------------------------------ | ------------------------------ | ------------------------------ | ------------------------------ | ------------------------------ | ------------------------------ | ------------------------------ | ------------------------------ | ------------------------------ | ------------------------------ | ------------------------------ | ------------------------------ |
| Nummer                         | 23                             | 20                             | 8                              | 2                              | 2                              | 2                              | 9                              | 9                              | 13                             | 14                             | 16                             | 20                             | 27                             | 34                             | 34                             | uit                            |

| Sorry in de Single Top 100 | Sorry in de Single Top 100 | Sorry in de Single Top 100 | Sorry in de Single Top 100 | Sorry in de Single Top 100 | Sorry in de Single Top 100 | Sorry in de Single Top 100 | Sorry in de Single Top 100 | Sorry in de Single Top 100 | Sorry in de Single Top 100 | Sorry in de Single Top 100 | Sorry in de Single Top 100 | Sorry in de Single Top 100 | Sorry in de Single Top 100 | Sorry in de Single Top 100 | Sorry in de Single Top 100 | Sorry in de Single Top 100 | Sorry in de Single Top 100 | Sorry in de Single Top 100 | Sorry in de Single Top 100 |
| Week                       | 1                          | 2                          | 3                          | 4                          | 5                          | 6                          | 7                          | 8                          | 9                          | 10                         | 11                         | 12                         | 13                         | 14                         | 15                         | 16                         | 17                         | 18                         |                            |
| -------------------------- | -------------------------- | -------------------------- | -------------------------- | -------------------------- | -------------------------- | -------------------------- | -------------------------- | -------------------------- | -------------------------- | -------------------------- | -------------------------- | -------------------------- | -------------------------- | -------------------------- | -------------------------- | -------------------------- | -------------------------- | -------------------------- | -------------------------- |
| Nummer                     | 2                          | 3                          | 4                          | 12                         | 14                         | 15                         | 17                         | 22                         | 23                         | 38                         | 30                         | 46                         | 49                         | 38                         | 42                         | 55                         | 67                         | 81                         | uit                        |

## Videoclip
De videoclip voor Sorry is geregisseerd door Jamie King, die voor Madonna vaak de choreografie verzorgt. Veel van de dansers die ook in de videoclip van Hung Up te zien zijn, spelen mee in Sorry. De videoclip is op 17 en 18 januari 2006 opgenomen in Londen en ging op 8 februari in première.
Naast de officiële versie van de videoclip, bestaat er nog een alternatieve versie. In deze alternatieve versie is Madonna te zien met een opgestoken middelvinger. Deze variant circuleert op het internet, maar is niet uitgezonden op televisie.

## Talen
Opvallend aan het lied Sorry is, dat Madonna I'm Sorry ("Het spijt me") in verschillende talen zegt tijdens het intro en de 'brug' van het lied. Deze talen zijn:
- Intro
  - Frans: Je suis desolée ("Het spijt me")
  - Spaans: Lo siento ("Het spijt me")
  - Nederlands: Ik ben droevig
  - Italiaans: Sono spiacente ("Het spijt me")
  - Spaans: Perdóname ("Vergeef me")
- Brug
  - Japans: ごめんなさい/gomen nasai/ ("Het spijt me")
  - Hindi: Mujhe maaf karo ("Vergeef me alsjeblieft")
  - Pools: Przepraszam ("Sorry")
  - Hebreeuws: סליחה /slicha/ ("Vergeef me")
  - Engels: Forgive me ("Vergeef me")

Zoals te zien is, is de Nederlandse tekst afwijkend van de andere talen. Waarschijnlijk is hier een vertaalfout gemaakt door de schrijvers van het lied. Opvallend genoeg gaf toen ook Babel Fish, een vertaalmachine op internet, Ik ben droevig als vertaling voor I'm sorry. Dit is nu echter aangepast.

## Trivia
- Bij de cover van de single is voor het eerst gebruikgemaakt van een foto van Madonna gemaakt door een fan. De foto is gemaakt door Marcin Kokowski van de fansite Mad-Eyes tijdens een optreden van Madonna in een homo-nachtclub in Londen. In december 2005 werd Mad-Eyes benaderd door het management van Madonna met de vraag of de foto voor de cover gebruikt mocht worden.
- Sorry bereikte de nummer 1-positie in de United World Chart. Madonna's vorige single Hung Up stond die week op nummer 2. Madonna was daarmee de eerste artiest sinds het bestaan van deze hitlijst die de bovenste twee plaatsen in één week bezette.
- Op de cd-maxi single van Sorry staat een remix gemaakt door de Pet Shop Boys.
- Sorry werd begin 2006 getest onder de luisteraars van Radio 538. Met 96,3 % is het een van de meest succesvolle, waarschijnlijk dé succesvolste, gemaakte plaat ooit. Luisteraars kunnen in de rubriek stemmen.
- Sorry werd bij Radio 538 zowel Alarmschijf als Dancesmash. Een unieke situatie, daar dancenummers sinds de invoering van de Dancesmash zelden Alarmschijf worden. De kans dat een single beide titels mag dragen is nog bijzonderder.